# Lättvikt i boxning vid olympiska sommarspelen 1972
Resultat från boxning vid olympiska sommarspelen 1972 och herrarnas lättvikt. Boxarna vägde under 60 kg. Tävlingarna arrangerades i München.

## Medaljörer
| Klass    | Guld                    | Silver                | Brons                    |
| Lättvikt | Jan Szczepański · Polen | László Orbán · Ungern | Samuel Mbugua · Kenya    |
| Lättvikt | Jan Szczepański · Polen | László Orbán · Ungern | Alfonso Pérez · Colombia |

## Resultat

### Första rundan
| Vinnare                     | Resultat      | Förlorare                    |
| Första rundan               | Första rundan | Första rundan                |
| --------------------------- | ------------- | ---------------------------- |
| Guitry Bananier (FRA)       | 4-1           | Luis Davila (PUR)            |
| László Orbán (HUN)          | 5-0           | Mohamed Sourour (MAR)        |
| Giambattista Capretti (ITA) | TKO-2         | José Martínez (CAN)          |
| Ivan Mikhailov (BUL)        | TKO-2         | Roy Hurdley (PAN)            |
| Hosain Eghmaz (IRI)         | TKO-2         | Abdelhadi Khallafallah (EGY) |

### Andra rundan
| Vinnare                  | Resultat     | Förlorare                   |
| Andra rundan             | Andra rundan | Andra rundan                |
| ------------------------ | ------------ | --------------------------- |
| Charlie Nash (IRL)       | 5-0          | Erik Madsen (DEN)           |
| Antonio Gin (MEX)        | 4-1          | Courtney Atherly (GUY)      |
| Jan Szczepański (POL)    | 5-0          | Kasamiro Marchlo (SUD)      |
| James Busceme (USA)      | 5-0          | Praianan Vichit (THA)       |
| Peter Hess (FRG)         | 4-1          | Enrique Requeiferos (CUB)   |
| Svein Erik Paulsen (NOR) | TKO-1        | Gennadi Dobrochotov (URS)   |
| Muniswamy Venu (IND)     | TKO-3        | Neville Cole (GBR)          |
| Samuel Mbugua (KEN)      | 5-0          | Girmaye Gabre (ETH)         |
| Karel Kaspar (TCH)       | 5-0          | Tatu Chionga (MAW)          |
| Alfonso Pérez (COL)      | 5-0          | Odhiambo (UGA)              |
| Khaidav Altanhuiag (MGL) | 5-0          | Antonio Comaschi (ARG)      |
| Eraslan Doruk (TUR)      | 5-0          | Luis Rodríguez (VEN)        |
| Antoniu Vasile (ROU)     | TKO-2        | Adeyemi Abayomi (NGR)       |
| Kim Tai-Ho (KOR)         | KO-3         | Guitry Bananier (FRA)       |
| László Orbán (HUN)       | 4-1          | Giambattista Capretti (ITA) |
| Ivan Mikhailov (BUL)     | 3-2          | Hosain Eghmaz (IRI)         |

### Tredje rundan
| Vinnare                  | Resultat      | Förlorare                |
| Tredje rundan            | Tredje rundan | Tredje rundan            |
| ------------------------ | ------------- | ------------------------ |
| Charlie Nash (IRL)       | TKO-1         | Antonio Gin (MEX)        |
| Jan Szczepański (POL)    | 5-0           | James Busceme (USA)      |
| Svein Erik Paulsen (NOR) | KO-2          | Peter Hess (FRG)         |
| Samuel Mbugua (KEN)      | 5-0           | Muniswamy Venu (IND)     |
| Alfonso Pérez (COL)      | 5-0           | Karel Kaspar (TCH)       |
| Eraslan Doruk (TUR)      | 3-2           | Khaidav Altanhuiag (MGL) |
| Kim Tai-Ho (KOR)         | TKO-1         | Antoniu Vasile (ROU)     |
| László Orbán (HUN)       | 4-1           | Ivan Mikhailov (BUL)     |

### Kvartsfinaler
| Vinnare               | Resultat      | Förlorare                |
| Kvartsfinaler         | Kvartsfinaler | Kvartsfinaler            |
| --------------------- | ------------- | ------------------------ |
| Jan Szczepański (POL) | TKO-3         | Charlie Nash (IRL)       |
| Samuel Mbugua (KEN)   | 4-1           | Svein Erik Paulsen (NOR) |
| Alfonso Pérez (COL)   | 3-2           | Eraslan Doruk (TUR)      |
| László Orbán (HUN)    | 4-1           | Kim Tai-Ho (KOR)         |

### Semifinaler
| Vinnare               | Resultat    | Förlorare           |
| Semifinaler           | Semifinaler | Semifinaler         |
| --------------------- | ----------- | ------------------- |
| Jan Szczepański (POL) | WO          | Samuel Mbugua (KEN) |
| László Orbán (HUN)    | 3-2         | Alfonso Pérez (COL) |

### Final
| Vinnare               | Resultat | Förlorare          |
| Final                 | Final    | Final              |
| --------------------- | -------- | ------------------ |
| Jan Szczepański (POL) | 5-0      | László Orbán (HUN) |